# Ross (Wisconsin)
Ross es un pueblo ubicado en el condado de Forest en el estado estadounidense de Wisconsin. En el Censo de 2010 tenía una población de 136 habitantes y una densidad poblacional de 1,36 personas por km².

## Geografía
Ross se encuentra ubicado en las coordenadas 45°42′43″N 88°43′30″O / 45.71194, -88.72500. Según la Oficina del Censo de los Estados Unidos, Ross tiene una superficie total de 99.98 km², de la cual 99.73 km² corresponden a tierra firme y (0.25%) 0.25 km² es agua.

## Demografía
Según el censo de 2010, había 136 personas residiendo en Ross. La densidad de población era de 1,36 hab./km². De los 136 habitantes, Ross estaba compuesto por el 99.26% blancos, el 0% eran afroamericanos, el 0.74% eran amerindios, el 0% eran asiáticos, el 0% eran isleños del Pacífico, el 0% eran de otras razas y el 0% pertenecían a dos o más razas. Del total de la población el 0% eran hispanos o latinos de cualquier raza.